# Olivier Léveillé
Olivier Léveillé (* 15. März 2001 in Sherbrooke) ist ein kanadischer Skilangläufer.

## Werdegang
Léveillé, der im Estrie aufwuchs und für den Club de ski de fond Orford startet, trat im Dezember 2017 in Vernon erstmals im Nor-Am-Cup an, wo er den 98. Platz im Sprint und den 66. Rang über 15 km Freistil belegte. Bei den Junioren-Skiweltmeisterschaften 2020 in Oberwiesenthal holte er die Silbermedaille mit der Staffel. Zudem kam er dort auf den 49. Platz im Sprint und auf den 30. Rang über 10 km klassisch. Im folgenden Jahr gewann er bei den Junioren-Skiweltmeisterschaften in Vuokatti die Bronzemedaille über 10 km  Freistil. Zudem lief er dort auf den 26. Platz im 30-km-Massenstartrennen, auf den 25. Rang im Sprint und auf den sechsten Platz mit der Staffel. Zu Beginn der Saison 2021/22 gab er in Ruka sein Debüt im Skilanglauf-Weltcup, welches er auf dem 58. Platz im Sprint beendete. Tags darauf holte er dort mit dem 30. Platz über 15 km klassisch seinen ersten Weltcuppunkt. Beim folgenden Verfolgungsrennen kam er mit Platz 17 erneut in die Punkteränge. Beim Saisonhöhepunkt, den Olympischen Winterspielen 2022 in Peking, nahm er an fünf Rennen teil. Seine besten Platzierungen dabei waren der 27. Platz im 50-km-Massenstartrennen und der 11. Rang mit der Staffel.

## Siege bei Continental-Cup-Rennen
| Nr. | Datum           | Ort           | Disziplin                   | Serie      |
| --- | --------------- | ------------- | --------------------------- | ---------- |
| 1.  | 19. Januar 2023 | Prince George | 20 km klassisch Massenstart | Nor-Am-Cup |

## Teilnahmen an Weltmeisterschaften und Olympischen Winterspielen

### Olympische Spiele
- 2022 Peking: 11. Platz Staffel, 27. Platz 50 km Freistil Massenstart, 29. Platz 15 km klassisch, 31. Platz 30 km Skiathlon, 54. Platz Sprint Freistil

### Nordische Skiweltmeisterschaften
- 2023 Planica: 5. Platz Staffel, 23. Platz 50 km klassisch Massenstart, 28. Platz 15 km Freistil, 43. Platz 30 km Skiathlon
- 2025 Trondheim: 5. Platz Staffel, 24. Platz 50 km Freistil Massenstart, 34. Platz 20 km Skiathlon, 38. Platz 10 km klassisch

## Platzierungen im Weltcup

### Weltcup-Statistik
Die Tabelle zeigt die erreichten Platzierungen im Einzelnen.
- 1.–3. Platz: Anzahl der Podiumsplatzierungen
- Top 10: Anzahl der Platzierungen unter den ersten zehn
- Punkteränge: Anzahl der Platzierungen innerhalb der Punkteränge
- Starts: Anzahl gelaufener Rennen in der jeweiligen Disziplin
- Hinweis: Bei den Distanzrennen erfolgt die Einordnung gemäß FIS.

| Platzierung               | Distanzrennen a | Distanzrennen a | Distanzrennen a | Distanzrennen a | Distanzrennen a | Skiathlon Verfolgung | Sprint | Etappen- rennen b | Gesamt | Team   | Team    |
| Platzierung               | ≤ 5 km          | ≤ 10 km         | ≤ 15 km         | ≤ 30 km         | > 30 km         | Skiathlon Verfolgung | Sprint | Etappen- rennen b | Gesamt | Sprint | Staffel |
| ------------------------- | --------------- | --------------- | --------------- | --------------- | --------------- | -------------------- | ------ | ----------------- | ------ | ------ | ------- |
| 1. Platz                  |                 |                 |                 |                 |                 |                      |        |                   |        |        |         |
| 2. Platz                  |                 |                 |                 |                 |                 |                      |        |                   |        |        |         |
| 3. Platz                  |                 |                 |                 |                 |                 |                      |        |                   |        |        |         |
| Top 10                    |                 |                 | 1               |                 |                 |                      |        |                   | 1      | 1      | 5       |
| Punkteränge               |                 | 12              | 3               | 9               | 2               | 4                    | 3      | 3                 | 36     | 3      | 5       |
| Starts                    |                 | 19              | 8               | 11              | 3               | 10                   | 17     | 3                 | 71     | 3      | 5       |
| Stand: Saisonende 2024/25 |                 |                 |                 |                 |                 |                      |        |                   |        |        |         |

### Weltcup-Gesamtplatzierungen
| Saison  | Gesamt | Gesamt | Distanz | Distanz | Sprint | Sprint |
| Saison  | Punkte | Platz  | Punkte  | Platz   | Punkte | Platz  |
| ------- | ------ | ------ | ------- | ------- | ------ | ------ |
| 2021/22 | 52     | 71.    | 52      | 41.     | -      | -      |
| 2022/23 | 212    | 80.    | 155     | 52.     | -      | -      |
| 2023/24 | 119    | 93.    | 83      | 71.     | 18     | 96.    |
| 2024/25 | 350    | 45.    | 286     | 34.     | 4      | 123.   |